# Семак Матвій
Матвій Семак (Сьомак) (псевдо: «Ґонта», «Залізняк») (17 листопада 1910, с. Петранка, Рожнятівський район, Івано-Франківська область — 11 травня 1946, Там само) — поручник УПА, командир сотні «Рисі» ТВ-23 «Магура».

## Життєпис
Народився 17 листопада 1910 року в селі Петранка Калуського повіту (тепер Рожнятівського району Івано-Франківської області).
Закінчив початкову школу у рідному селі та продовжив навчання у Рожнятівській державній школі. Член руханково-пожежного товариства «Луг» та товариства «Просвіта». У 1932 році вступив до Юнацтва ОУН, а в 1936 став дійсним членом ОУН.
Відбув строкову службу у Польській армії (1934-1936), де закінчив школу підхорунжих. Повернувшись додому, знову включається в роботу підпілля ОУН.
Мобілізований до лав Війська Польського з початком німецько-польської війни, далі повертається додому. Під час «перших совітів» працює в торгівлі. У 1940 р. за завданням підпілля ОУН влаштовується в Рожнятівський райвідділ міліції дільничним оперуповноваженим. У зв’язку із загрозою викриття й арешту опинився на еміграції за кордоном (1940-1941).
Служив у складі Дружин українських націоналістів, з початком німецько-радянської війни повернувся до України в лавах батальйону Нахтігаль, відтак у 201-му батальйоні «Шуцманшафт». Закінчив підстаршинський вишкіл Української допоміжної поліції та був призначений комендантом станиці у Чорткові, а згодом – інструктором поліційної школи у м. Львові (1943-1944).
Навесні 1944 вступив до УПА. Організатор та перший командир сотні «Рисі» у ТВ-23 «Магура».
Загинув 11 травня 1946 року в бою проти більшовиків у рідному селі. Похований на цвинтарі села Грабівка Калуського району.

## Нагороди
- Лицар Бронзового Хреста Заслуги (11.05.1946).[1]